# Big Ben (Disney)
Pour les articles homonymes, voir Big Ben (homonymie).
Big Ben (Cogsworth en version originale) est un personnage de fiction apparu pour la première fois au cinéma en 1991 dans La Belle et la Bête.
Par la suite, Big Ben est apparu dans La Belle et la Bête 2 : Le Noël enchanté (1997) et dans Le Monde magique de la Belle et la Bête (1998). Il fait également partie des personnages apparaissant dans Disney's tous en boîte ainsi que dans le jeu vidéo Kingdom Hearts: 358/2 Days.

## Description
Big Ben est, comme tous les objets anthropomorphes du film, un personnage touché par la malédiction. Il est à l'origine le majordome du château et fidèle serviteur de la Bête.
L'animation du personnage fut confié à Will Finn, épaulé de Tony Bancroft, Nancy Kniep, Marsha Park, Michael Show, Karen Rosenfield et Marianne Tucker. En raison de son caractère très strict et ponctuel, il fut choisi de représenter le personnage sous la forme d'une horloge à pendule. Contrairement à Lumière qui a un accent très français, celui de Big Ben est très distingué plus proche de celui d'un lord britannique, et qui fait lien avec son nom, homonyme du célèbre monument londonien.

### Caractère
Big Ben est un serviteur soucieux du protocole et des règles strictes imposées par la Bête. Avec Lumière, personnage plus impulsif, ils forment un duo comique tout au long du film. Big Ben craint les réactions de la Bête et pour ne pas l'énerver, il veille à ce que personne ne transgresse les règles imposées. Il essaye par exemple d'empêcher Lumière d'accueillir Maurice au château. Peu courageux, il n'hésite pas à le dénoncer une fois que la Bête a découvert la présence du vieil homme. Il tente aussi de mettre fin au repas improvisé qui est organisé pour Belle lors de la séquence chantée "C'est la fête".

### Apparence
À la suite de la malédiction, Big Ben a été changé en horloge à pendule. Son visage est formé par le cadran et les deux aiguilles fines symbolisent ses moustaches. Son pendule se balance derrière une petite porte vitrée et ses bras sont représentés par des petites poignées dorées. Lorsque Maurice, l'inventeur, découvre cette horloge parlante, il cherche tout de suite à l'analyser et à comprendre son fonctionnement en la retournant. Il actionne également une petite clé derrière sa tête permettant de régler l'heure.
Quand Big Ben redevient humain, on découvre un homme assez rond avec des moustaches fine et qui porte à son veston une petite montre à gousset.

## Voix de Big Ben

### Voix originales
- La Belle et la Bête: David Ogden Stiers
- La Belle et la Bête 2 : Le Noël enchanté : David Ogden Stiers
- Le Monde magique de la Belle et la Bête : David Ogden Stiers
- Mickey's House of Villians : David Ogden Stiers

### Voix françaises
- La Belle et la Bête : Georges Berthomieu et Gérard Rinaldi (chant dans la version de 2002)
- La Belle et la Bête 2 : Le Noël enchanté : Georges Berthomieu
- Le Monde magique de la Belle et la Bête : Georges Berthomieu

### Voix québécoise
- La Belle et la Bête 2 : Le Noël enchanté : Alain Gélinas

## Chansons
- Je ne savais pas (Something there) - Mme Samovar, Belle, la Bête, Lumière, Big Ben.
- Humain à nouveau (Human Again) - Tous les objets (version longue de 2002 uniquement)
- Les Compères hors pair ou La Crème de la crème au Québec (A Cut Above The Rest) - Lumière, Big Ben et Belle
- Tant qu'il y aura Noël ou Il faut croire à jamais au Québec (As Long As There's Christmas) - Belle et le personnel du château